# Вокселотор
Вокселотор (Voxelotor, Оксбрита / Oxbryta)  — лекарственный препарат для лечения серповидноклеточной анемии.
В ноябре 2019 года Food and Drug Administration США в ускоренном режиме одобрило препарат компании Global Blood Therapeutics. Одобрение препарата основано на результатах клинического исследования с участием 274 пациентов с серповидноклеточной анемией. Согласно дизайну, 90 пациентов получали исследуемый препарат в дозе 1500 мг, 92 — в дозе 900 мг, 92 — плацебо. У 51,1% пациентов, принимавших вокселотор в дозе 1500 мг, увеличилась частота ответа гемоглобина, тогда как в группе плацебо этот показатель составил 6,5%.

## Механизм действия
Вокселотор представляет собой ингибитор полимеризации HbS, которая является центральной аномалией при заболевании серповидноклеточной анемией.

## Показания
Серповидноклеточная анемия у пациентов 12 лет и старше. 

## Побочные эффекты
Среди побочных эффектов вокселотора чаще всего встречается головная боль, диарея, боль в животе, тошнота, усталость, сыпь и лихорадка.